# Reginald Owen
John Reginald Owen (5 de agosto de 1887 – 5 de novembro de 1972) foi um ator britânico. Ele era conhecido por seus muitos papéis em filmes e programas de televisão britânicos e americanos.

## Carreira
Filho de Joseph e Frances Owen, Reginald Owen estudou na Royal Academy of Dramatic Art de Sir Herbert Tree e fez sua estreia profissional em 1905. Em 1911, ele estrelou a produção original de Where the Rainbow Ends como São Jorge, que estreou recebeu críticas muito boas em 21 de dezembro de 1911. Alguns anos antes, Reginald Owen conheceu a autora Sra. Clifford Mills quando era uma jovem atriz, e foi ela quem, ao ouvir sua ideia de uma peça a convenceu a escrever, e assim nasceu Where the Rainbow Ends. Ele foi coautor da peça com Mills usando o pseudônimo de John Ramsey.
Ele foi para os Estados Unidos em 1920 e trabalhou originalmente na Broadway, em Nova Iorque, e mais tarde mudou-se para Hollywood, onde iniciou uma longa carreira no cinema. Ele era um rosto familiar em muitas produções da Metro-Goldwyn-Mayer.
Owen é talvez mais conhecido hoje por sua atuação como Ebenezer Scrooge na versão cinematográfica de 1938 de A Christmas Carol, de Charles Dickens, um papel que ele herdou de Lionel Barrymore, que desempenhou o papel de Scrooge no rádio todo Natal durante anos, até Barrymore quebrar o quadril em um acidente.
Owen foi um dos vários atores a interpretar Sherlock Holmes e seu companheiro Dr. Watson, junto com Jeremy Brett, Carleton Hobbs, Patrick Macnee, Howard Marion-Crawford, e Edward Woodward.
Owen interpretou Watson pela primeira vez no filme Sherlock Holmes (1932), estrelado por Clive Brook como Holmes, e depois Holmes em A Study in Scarlet (1933). Tendo interpretado Ebenezer Scrooge, Sherlock Holmes e Dr. Watson, Owen tem a estranha distinção de interpretar três personagens clássicos da ficção vitoriana apenas para viver para ver esses personagens serem assumidos e personificados por outros atores, nomeadamente Alastair Sim como Scrooge, Basil Rathbone como Holmes e Nigel Bruce como Watson.
Mais tarde em sua carreira, Owen apareceu com James Garner na série de televisão Maverick nos episódios "The Belcastle Brand" (1957) e "Gun-Shy" (1958) e estrelou episódios da série One Step Beyond, Kentucky Jones, e Bewitched. Ele apareceu nos filmes de Walt Disney, Mary Poppins (1964) e Bedknobs and Broomsticks (1971). Ele teve um pequeno papel na produção de Irwin Allen de 1962 do romance de Júlio Verne, Cinq semaines en ballon. Em agosto de 1964, sua mansão em Bel Air foi alugada para the Beatles, que estavam se apresentando no Hollywood Bowl, quando nenhum hotel os reservou.

## Morte
Owen morreu de ataque cardíaco aos 85 anos em Boise, Idaho, e foi enterrado no Cemitério Morris Hill, em Boise.

## Filmografia

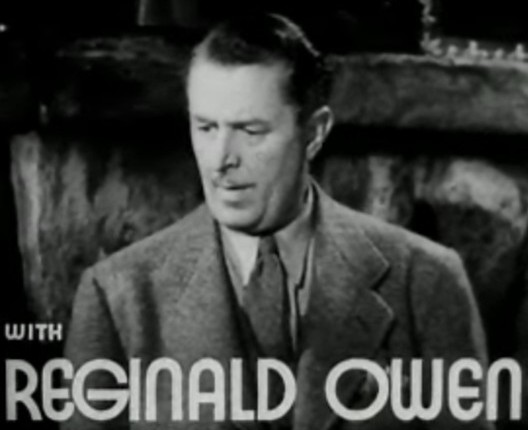
Owen em Petticoat Fever (1936)

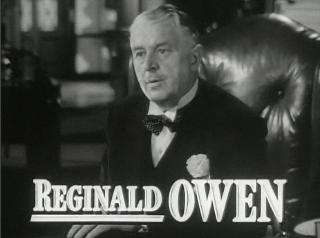
Owen em The Miniver Story (1950)

- Henry VIII (1911) como Thomas Cromwell
- Sally in Our Alley (1916) como Harry
- A Place in the Sun (1916) como Stuart Capel
- Possession (1922) como Lorde Wheatley
- The Grass Orphan (1922) como Heathcote St. John
- A Carta (1929) como Robert Crosbie
- The Man in Possession (1931) como Claude Dabney
- Platinum Blonde (1931) como Grayson
- Lovers Courageous (1932) como Jimmy
- A Woman Commands (1932) como O Primeiro Ministro
- The Man Called Back (1932) como Dr. Atkins
- Downstairs (1932) como Barão 'Nicky' von Burgen
- Sherlock Holmes (1932) como Dr. Watson
- Robbers' Roost (1932) como Cecil Herrick
- A Study in Scarlet (1933) como Sherlock Holmes
- The Narrow Corner (1933) como Sr. Frith
- Double Harness (1933) como Freeman
- Voltaire (1933) como Rei Luís XV
- The Big Brain (1933) como Lord Darlington
- Rainha Cristina (1933) como Carlos X Gustavo da Suécia
- Nana (1934) como Bordenave
- Mandalay (1934) como Col. Thomas Dawson - Comissário de Polícia
- Fashions of 1934 (1934) como Oscar Baroque
- The House of Rothschild (1934) como Herries
- The Countess of Monte Cristo (1934) como O Barão
- Where Sinners Meet (1934) como Leonard
- Stingaree (1934) como O Governador-geral
- Madame Du Barry (1934) como Rei Luís XV
- Escravos do Desejo (1934) como Athelny
- The Human Side (1934) como James Dalton
- Music in the Air (1934) como Ernst Weber
- Here Is My Heart (1934) como Príncipe Vladimir / Vova
- The Good Fairy (1935) como Detlaff, o Garçom
- Enchanted April (1935) como  Henry Arbuthnot
- Escapade (1935) como Paul
- The Call of the Wild (1935) como Sr. Smith
- Anna Karenina (1935) como Stiva
- The Bishop Misbehaves (1935) como Guy Waller
- A Tale of Two Cities (1935) como Stryver
- Rose Marie (1936) como Myerson
- Petticoat Fever (1936) como Sir James Felton
- The Great Ziegfeld (1936) como Sampston
- Trouble for Two (1936) como Presidente do clube
- Yours for the Asking (1936) como Dicionário McKinney
- The Girl on the Front Page (1936) como Archie Biddle
- Adventure in Manhattan (1936) como Blackton Gregory
- Love on the Run (1936) como Barão Otto Spanderman
- Dangerous Number (1937) como Primo William
- Personal Property (1937) como Claude Dabney
- Madame X (1937) como Maurice Dourel
- The Bride Wore Red (1937) como Almirante Monti
- Conquest (1937) como Tallyrand
- Rosalie (1937) como Chanceler
- Everybody Sing (1938) como Hillary Bellaire
- Paradise for Three (1938) como Johann Kesselhut
- Kidnapped (1938) como Capitão Hoseason
- Three Loves Has Nancy (1938) como William, o mordomo
- Vacation from Love (1938) como John Hodge Lawson
- A Christmas Carol (1938) como Ebenezer Scrooge
- The Girl Downstairs (1938) como Charlie Grump
- Fast and Loose (1939) como Vincent Charlton
- Hotel Imperial (1939) como General Videnko
- Bridal Suite (1939) como Sir Horace Bragdon
- The Real Glory (1939) como Capt. Hartley
- Bad Little Angel (1939) como Edwards, manobrista de Marvin
- Remember? (1939) como Sr. Bronson
- The Earl of Chicago (1940) como Gervase Gonwell
- The Ghost Comes Home (1940) como Hemingway
- Florian (1940) como Imperador Francisco José
- Hullabaloo (1940) como 'Buzz' Foster
- Blonde Inspiration (1941) como Reginald
- Free and Easy (1941) como Sir George Kelvin
- A Woman's Face (1941) como Bernard Dalvik
- They Met in Bombay (1941) como General Allen
- Charley's Aunt (1941) como Redcliff
- Lady Be Good (1941) como Max Milton
- A Yank in the R.A.F. (1941) como 'Lesão Interna' em exercício de ataque aéreo (sem créditos)
- Tarzan's Secret Treasure (1941) como Professor Elliott
- Woman of the Year (1942) como Clayton
- We Were Dancing (1942) como Major Berty Tyler-Blane
- Mrs. Miniver (1942) como Foley
- I Married an Angel (1942) como 'Whiskers'
- Pierre of the Plains (1942) como Noah Glenkins
- Cairo (1942) como Philo Cobson
- Somewhere I'll Find You (1942) como Willie Manning
- White Cargo (1942) como Capitão da Rainha do Congo
- Random Harvest (1942) como 'Biffer'
- Reunion in France (1942) como Schultz
- Forever and a Day (1943) como Simpson
- Assignment in Brittany (1943) como Coronel Trane
- Above Suspicion (1943) como Dr. Mespelbrunn
- Three Hearts for Julia (1943) como John Girard
- Salute to the Marines (1943) como Sr. Henry Caspar
- Madame Curie (1943) como Dr. Becquerel
- The Canterville Ghost (1944) como Lorde Canterville
- National Velvet (1944) como Fazendeiro Ede
- O Retrato de Dorian Gray (1945) como Lorde George Farmour (sem créditos)
- The Valley of Decision (1945) como McCready
- Kitty (1945) como Duque de Malmunster
- She Went to the Races (1945) como Dr. Pembroke
- Captain Kidd (1945) como Cary Shadwell
- The Sailor Takes a Wife (1945) como Sr. Amboy
- The Diary of a Chambermaid (1946) como Capitão Lanlaire
- Cluny Brown (1946) como Sir Henry Carmel
- Monsieur Beaucaire (1946) como Rei Luís XV
- Piccadilly Incident (1946) como Juiz
- The Imperfect Lady (1947) como Sr. Hopkins
- Thunder in the Valley (1947) como James Moore
- Green Dolphin Street (1947) como Capitão O'Hara
- If Winter Comes (1947) como Sr. Fortune
- The Pirate (1948) como O Advogado
- Julia Misbehaves (1948) como Benjamin Hawkins
- The Three Musketeers (1948) como Treville
- Hills of Home (1948) como Hopps
- The Secret Garden (1949) como Ben Weatherstaff
- Challenge to Lassie (1949) como Sargento Davie
- The Miniver Story (1950) como Sr. Foley
- Kim (1950) como Padre Victor
- Grounds for Marriage (1951) como Dely Delacorte
- The Great Diamond Robbery (1954) como Bainbridge Gibbons
- Red Garters (1954) como Juiz Wallace Winthrop
- While the City Sleeps (1956) como Steven (mordomo de Vincent Price, sem créditos)
- Darby's Rangers (1958) como Sir Arthur Hollister
- Five Weeks in a Balloon (1962) como Cônsul
- Tammy and the Doctor (1963) como Jason Tripp
- The Thrill of It All (1963) como Velho Fraleigh
- Voice of the Hurricane (1964) como Nigel Charter
- Mary Poppins (1964) como Almirante Boom
- Rosie! (1967) como Patrick
- Bedknobs and Broomsticks (1971) como Major General Sir Brian Teagler